# 妙法
妙法（みょうほう、梵: Saddharma）とは、仏教において深遠微妙なる法、教えをいう。特に『法華経』を「妙法」という。

## 原始仏教
パーリ仏典有学経においては、アーナンダは七つの妙法（satta saddhamma）との形で、衆生に「学びの道」を釈迦の代わりに説いている。

## 大乗仏教
妙法蓮華経（法華経）の二十八品のうち、妙法蓮華経方便品第二、妙法蓮華経如来寿量品第十六で主に説かれている。法華経の題名、妙法蓮華経の最初の一字が示すとおり、主に法華経において説かれた教義である。
「爾の時に世尊。三昧より安祥として起って。舎利弗に告げたまわく。諸仏の智慧は。甚深無量なり。其の智慧の門は難解難入なり。一切の声聞。辟支仏の。知ること能わざる所なり… 無数の方便をもって。衆生を引導して。諸の著を離れしむ…(方便品)」等と、釈尊が弟子に対し機根が整う今まで方便を説いていたことを明かし、これから説く法は、いままで秘し遅らせてきた仏の第一の智慧であることを述べている。方便品第二で始まり、如来寿量品第十六で主なる教義は説き終えている。
法華経を文上で最も深く理解したとされる中国の僧、天台大師(538-597）の教説『法華玄義』『法華文句』『摩訶止観』において詳しく講義されている。

## 教義
妙法は不可思議なる法というような一つの意味であるとともに、「妙」と「法」という二元性を同時に言い表す言葉・思想でもある。たびたび「妙」についての意味を講義とともに、「法」についての意味も講義されることが多い。「妙は仏であり、法は九界の衆生(仏以外)」、「妙は法性であり、法は無明」、「妙は有情、法は無情」といったように、妙に対して反する性質の意味を、法にもたせる場合が多い。
その内の難解である「妙」についての詳しい仏教の教義は、以下の三義がある。
1. 円満の義 - 円満という視点からの妙の意義
2. 具足の義 - 一部に全体が具足する妙の意義
3. 蘇生の義 - 心や生命の持つ蘇生の妙の意義

## 言葉としての意味
「妙」とは微妙（みみょう）の略で、各宗派で唱える開経偈（かいきょうげ）には、

「無上深甚微妙法 百千万劫難遭遇」（無上の深甚微妙の法は、百千万劫にも遭遇し難い）とある通りで、微妙とは
1. 味わいや美しさがなんとも表現できず勝れていること
2. 細やかな所に複雑な意味あいや味わいが含まれていて、言い表し様がないこと

という意味や、
1. 不思議なまでに勝れている様子
2. 上手、巧みである（巧妙）など
3. 細かいこと、小柄であること、微妙であること

という意味がある。